# Citroën Nemo - Fiat Qubo et Fiorino III - Peugeot Bipper
 (avril 2023).
Si vous disposez d'ouvrages ou d'articles de référence ou si vous connaissez des sites web de qualité traitant du thème abordé ici, merci de compléter l'article en donnant les références utiles à sa vérifiabilité et en les liant à la section « Notes et références ».
Les Fiat Fiorino III, Fiat Qubo, Citroën Nemo et Peugeot Bipper sont des petits véhicules utilitaires développés par la filiale turque de Fiat, Tofaş, en collaboration avec Fiat Professional et PSA à la suite de l'accord de coopération signé le 31 mars 2005. C'est Tofaş qui détient la totalité des droits d'ingénierie sur ce programme, aussi appelé MiniCargo.
Développé sur la plate-forme de la Fiat Grande Punto avec des moteurs italiens, il est commercialisé depuis le 16 décembre 2007 par Fiat Professional et février 2008 par les deux constructeurs français Peugeot et Citroën, dans leurs réseaux respectifs.
Sergio Marchionne, administrateur délégué de Fiat Group, Christian Streiff, président de PSA et Mustafa V. Koç, président de Fiat-Tofaş, ont inauguré le 3 octobre 2007 dans l’usine Fiat-Tofas de Bursa en Turquie, la ligne de production destinée à un nouveau type d’utilitaire d’entrée de gamme. Tofaş, le plus important constructeur automobile en Turquie, est détenu à parité par les groupes Fiat Group et Koç Holding.
Les Bipper et Nemo furent commercialisés jusqu'au 13 avril 2016. Cette année-là, la version Fiat a eu droit à un restylage et a poursuivi sa carrière depuis, et jusqu'en juillet 2024. Le Fiat Qubo fut commercialisé en Europe de l'Ouest jusqu'au début 2020. Depuis, seul l'utilitaire Fiorino reste commercialisé en Europe de l'Ouest, même si la version pour clients particuliers continue sa carrière sur d'autres marchés tels que la Turquie. Sa carrière sur le marché européen s'arrêtera définitivement  en juillet 2024, à cause du règlement GSR2.

## Motorisations
|                            | 1.4 HDi                            | 1.3 JTD                | 1.3 JTD                | 1.3 JTD                | 1.4 75                 | 1.4 75                 | 1.4 GNV 70                 | Electrique           |
| -------------------------- | ---------------------------------- | ---------------------- | ---------------------- | ---------------------- | ---------------------- | ---------------------- | -------------------------- | -------------------- |
| Moteur                     | 4 cylindres en ligne (type DV/DLD) | 4 cylindres en ligne   | 4 cylindres en ligne   | 4 cylindres en ligne   | 4 cylindres en ligne   | 4 cylindres en ligne   | 4 cylindres en ligne       | 30 kW                |
| Cylindrée (en cm3)         | 1 398                              | 1 248                  | 1 248                  | 1 248                  | 1 368                  | 1 368                  | 1 368                      |                      |
| Constructeur               | PSA                                | FPT                    | FPT                    | FPT                    | FPT                    | FPT                    | FPT                        | Micro-Vett           |
| Puissance maxi             | 68 ch à 4 000 tr/min               | 75 ch à 4 000 tr/min   | 80 ch à 3 750 tr/min   | 95 ch à 4 000 tr/min   | 73 ch à 5 200 tr/min   | 75 ch à 5 200 tr/min   | 70⁄77 ch à 6 000 tr/min    | 41 ch à 2 200 tr/min |
| Couple maxi                | 160 N m à 1 750 tr/min             | 190 N m à 1 750 tr/min | 200 N m à 1 750 tr/min | 200 N m à 1 500 tr/min | 118 N m à 2 600 tr/min | 118 N m à 2 600 tr/min | 104⁄115 N m à 3 000 tr/min |                      |
| Boîte de vitesses          | BVM5                               | BVM5                   | BVM5                   | BVM5                   | BVM5                   | BVM5                   | BVM5                       |                      |
| Vitesse maxi (en km/h)     | 151 à 152                          | 155                    | 161                    | 170                    | 157                    | 155                    | 149                        | 70 à 110             |
| 0-100 km/h (en s)          | 18,2                               | 15,2 à 16,6            | 13,9                   | 12,2                   | 16,2                   | 16,2                   | 17,7                       | 0 à 50 en 7          |
| Consommation (en L/100 km) | 4,5                                | 4,5                    | 4,5                    | 4,1 à 4,3              | 6,4                    | 6,6                    | 4,4/6,8                    | 0                    |
| Émissions de CO2 (en g/km) | 119                                | 113 à 119              | 118                    | 107                    | 148                    | 152                    | 119/158                    | 0                    |
| Peugeot / Citroën          | Oui                                | Oui                    | Oui                    | Non                    | Oui                    | Non                    | Non                        | Non                  |
| Fiat                       | Non                                | Oui                    | Non                    | Oui                    | Non                    | Oui                    | Oui                        | Oui                  |
| Années commercialisation   | 2008-2010                          | 2010-xx                | 2007-                  | 2010-xx                | 2007-2016              | 2010-xx                | 2007-xx                    | 2008-xx              |

## Fiat Fiorino III/Qubo

### Fiat Fiorino III (utilitaire)

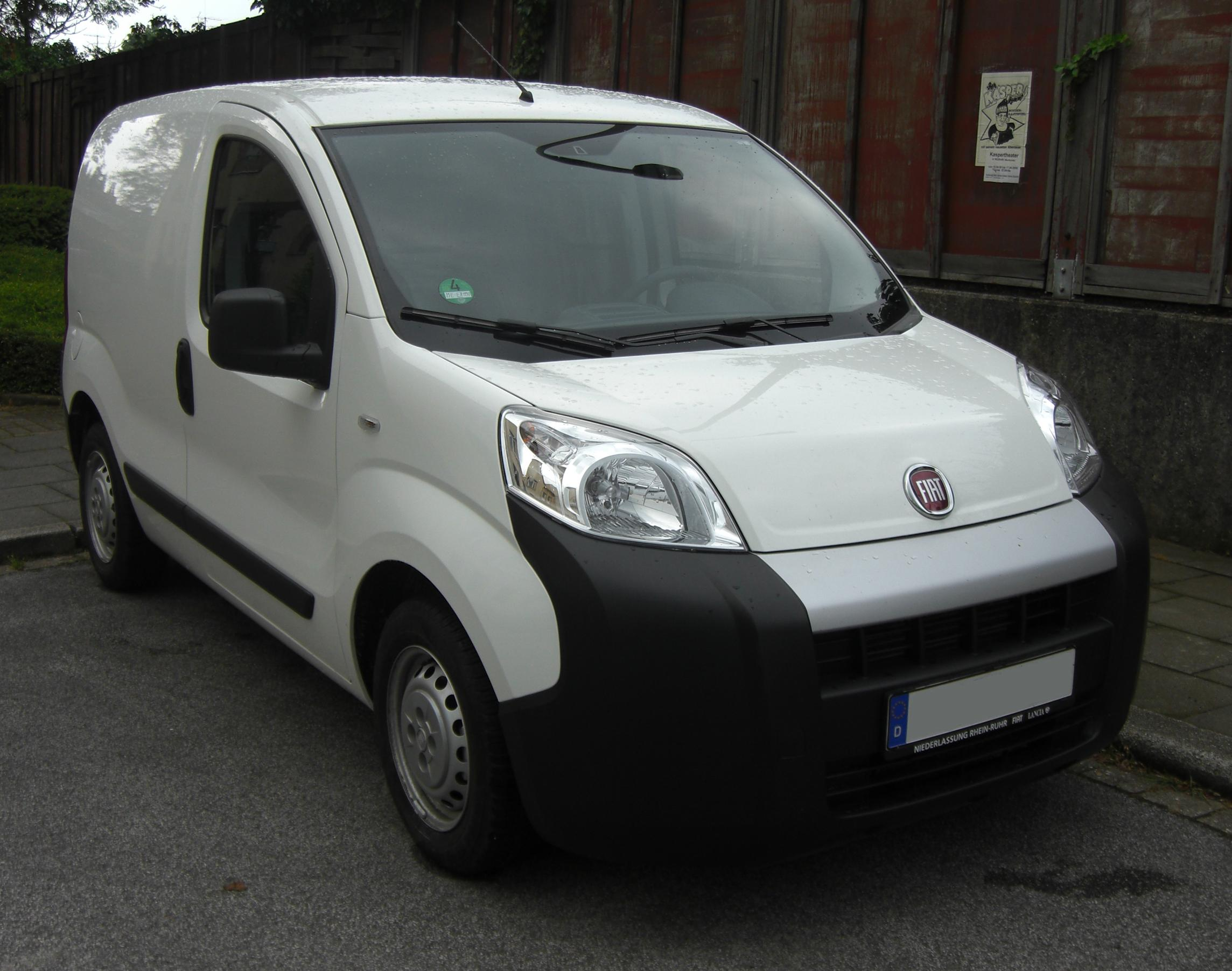
Fiat Fiorino fourgonnette.

Ce nouveau véhicule, connu sous le nom de projet Mini Cargo Van, reprend pour Fiat le nom de son illustre ancêtre de 1977, Fiorino. Il a été présenté le 3 octobre 2007 au Salon Transpotec-Logitec de Milan.
Le nouveau véhicule utilise la plate-forme de la Fiat Grande Punto raccourcie. Le moteur diesel est le Fiat 1,3 litre Multijet qui équipe déjà bon nombre de modèles de la gamme Fiat et de ses concurrents comme Opel, Suzuki et, depuis 2011, PSA :
- 1 248 cm3 16V Multijet de 75, 85 et 95 ch (à partir de septembre 2010).

Les versions diesel (qui ont couvert plus de 90 % des ventes lorsqu'il y avait l'option essence) revendiquent une consommation de 4,5 L/100 km et un niveau d'émissions de CO2 inférieur à 109 g/km.
Ce modèle qui est décliné en plusieurs versions, est disponible sur le marché italien depuis novembre 2007, et sur les autres marchés européens depuis le début 2008 dans le réseau Fiat Professional.
La version Fiorino III phase 2 arrive en avril 2016, avec une nouvelle calandre à barrette horizontale, des antibrouillards déplacés au bas des boucliers. À l'intérieur, on y voit des nouveaux volant, levier de vitesse et compteurs, un nouveau système multimédia avec un écran tactile de 13 cm disposant d'une connexion Bluetooth et d'un système de navigation GPS.

### Fiat Qubo (Ludospace)

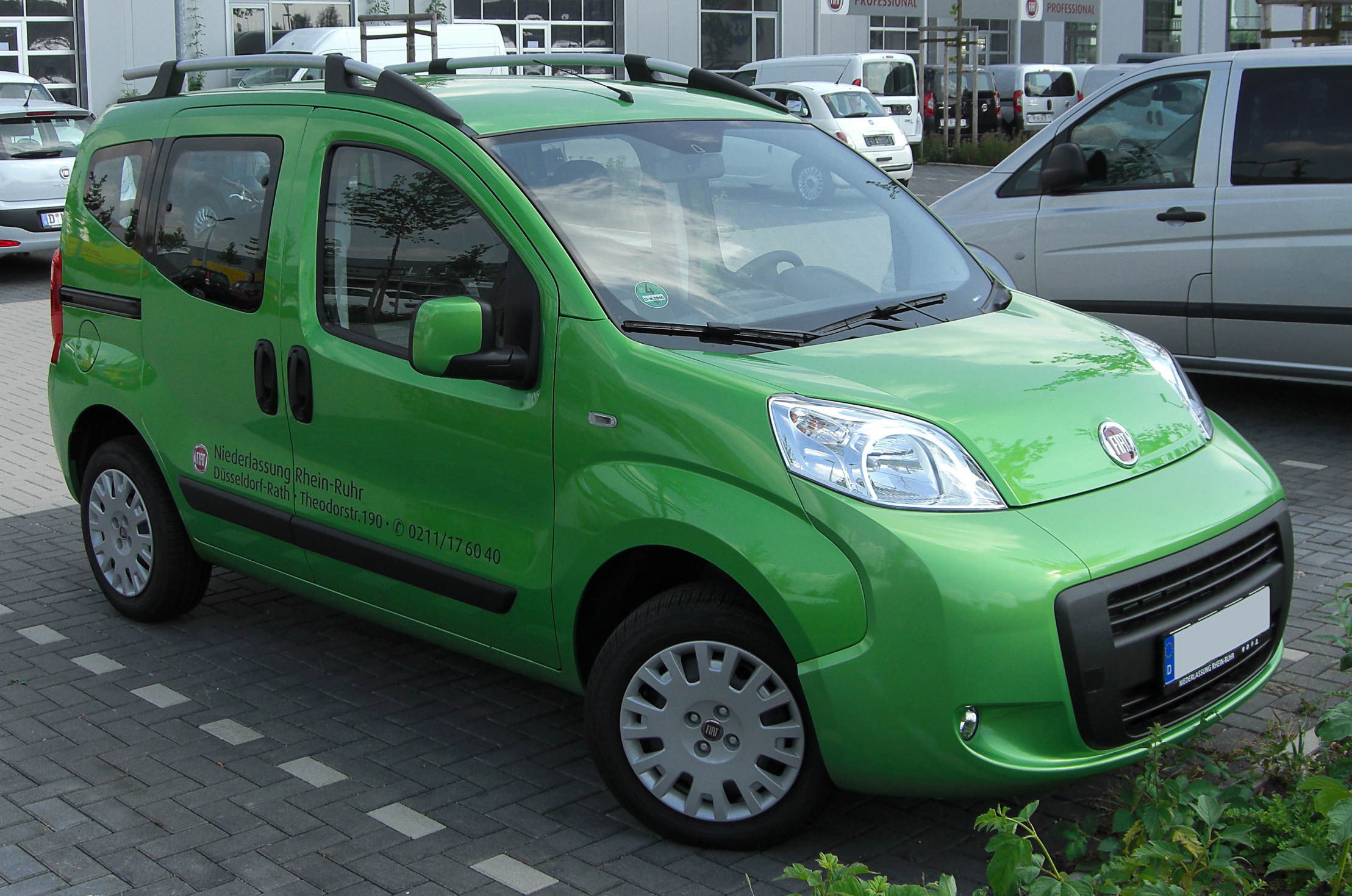
Fiat Qubo phase 1.

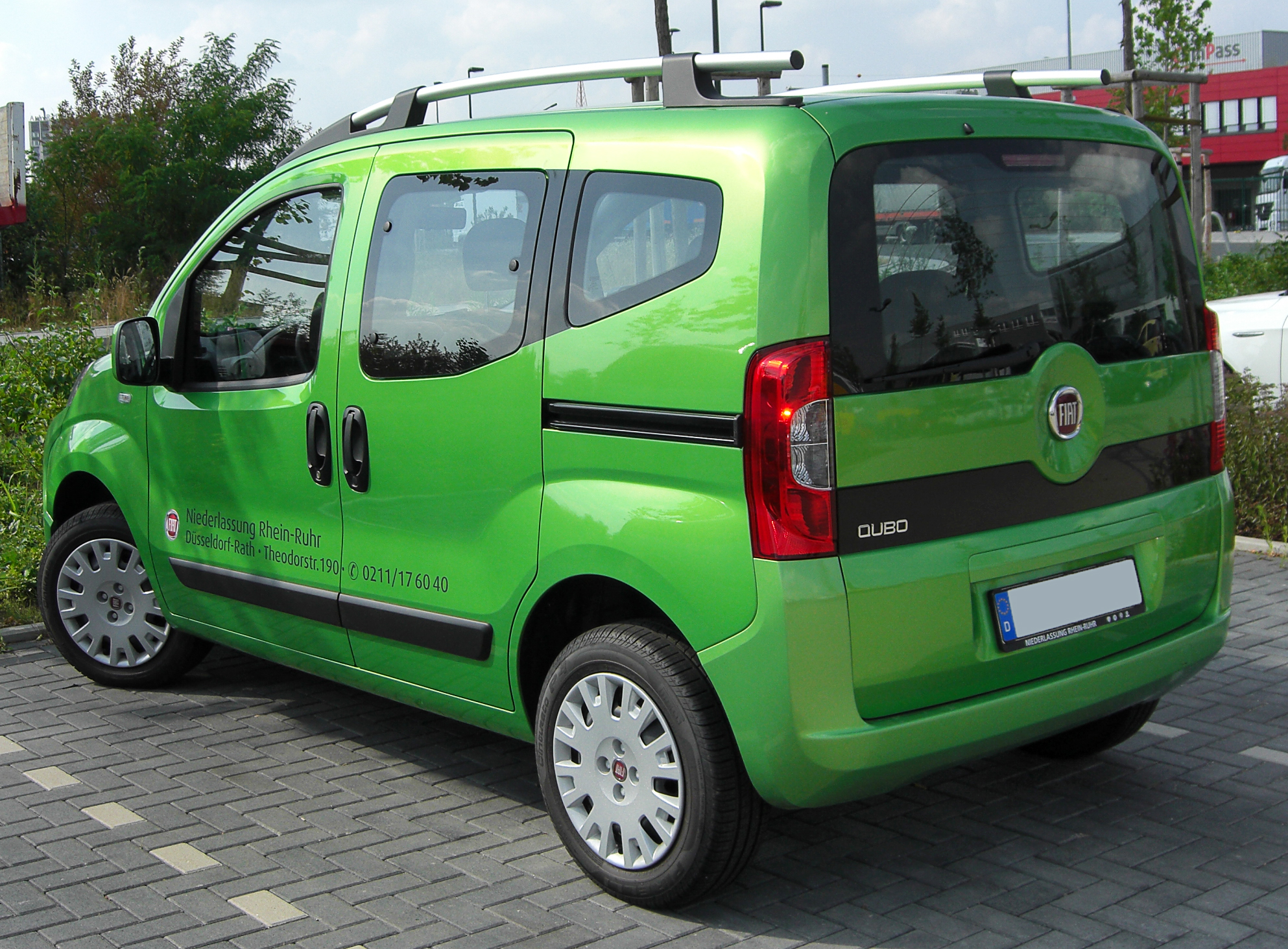
Fiat Qubo phase 1.

Le Fiat Qubo est le dérivé tourisme du Fiorino. Ce petit ludospace se positionne, au niveau de sa taille, en dessous du Fiat Doblò. Il bénéficie, toutes marques confondues, du plus haut niveau de finition avec des boucliers peints couleur caisse, quadruple Airbag, autoradio CD MP3 de série, rétroviseurs électriques, choix "gratuit" hayon ou portes battantes, anti-brouillards, roue de secours, etc. Il est équipé du même moteur 1.3 Multijet diesel de 75 ch (109 g/km de CO2). Le Qubo est vendu à partir de 14 890 € en diesel, en deux finitions : Team et Dynamic. Il dispose de la climatisation et peut être équipé d'une boîte robotisée, du radar de recul ou encore le système Blue & Me Bluetooth. L'ESP est livré en série depuis 2011. Cette version du Fiorino est commercialisée depuis le 12 juin 2008.

### La version électrique
Comme pour ses autres véhicules utilitaires, Fiat Professional a présenté en même temps que les versions classiques à moteurs thermiques, une version électrique pouvant disposer d'un moteur de 30 kW. Cette version est réalisée en externe par la société italienne Micro-Vett et est commercialisée en France à partir de février 2009.

## Peugeot Bipper

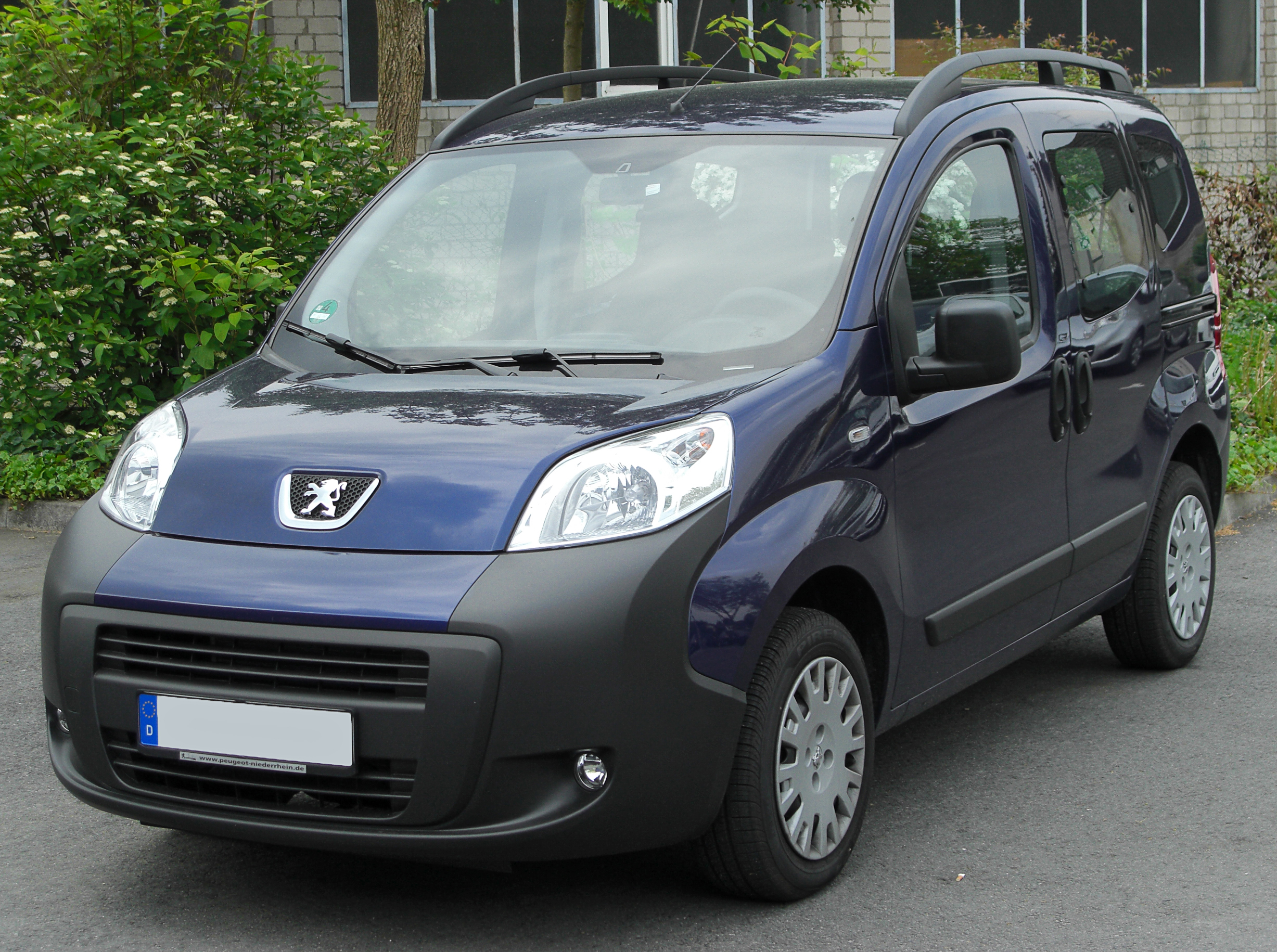
Peugeot Bipper Tepee.

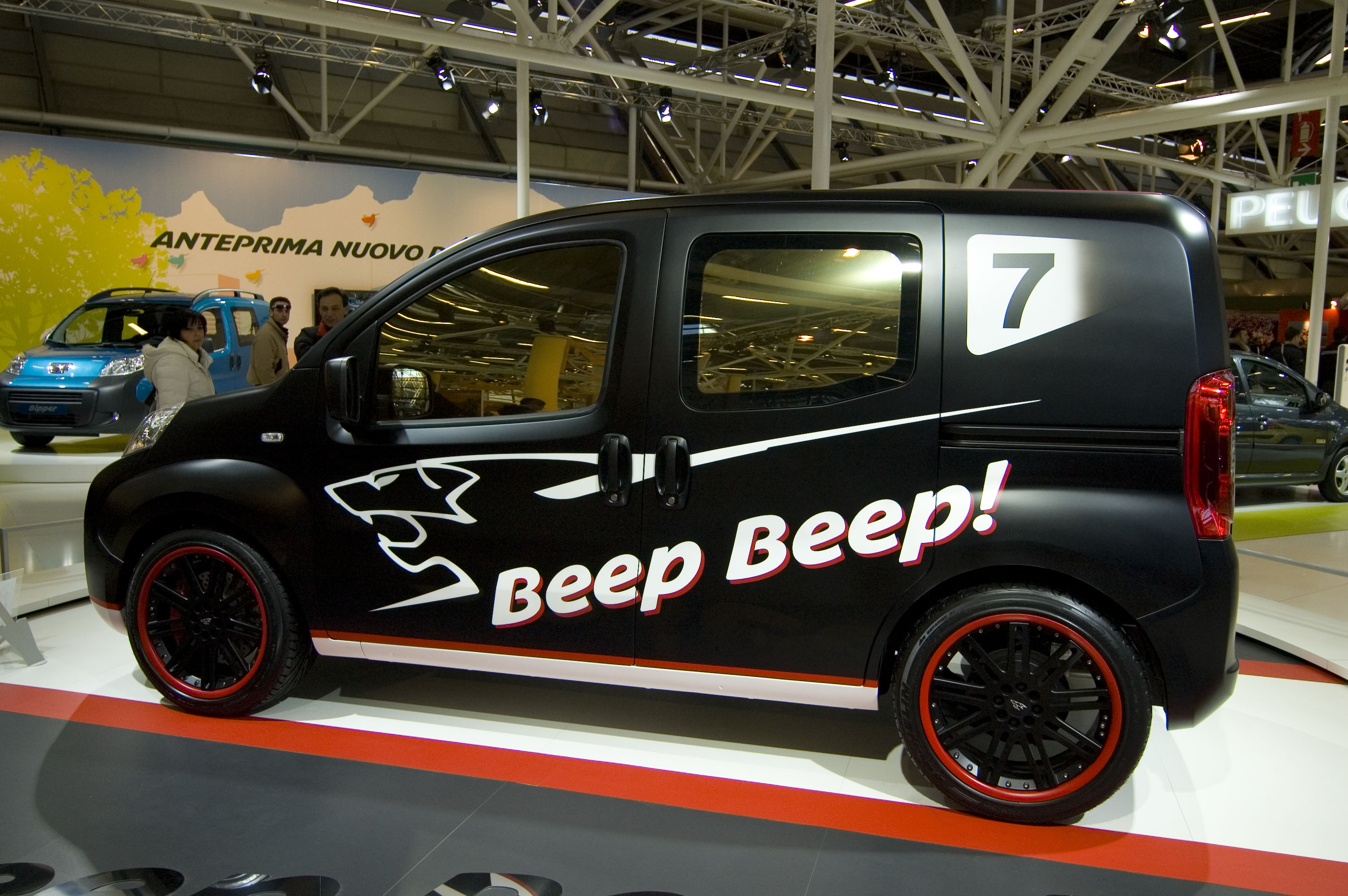
Peugeot Bipper Beep Beep Concept.

Lors de la sortie du Partner II, Peugeot continuait de commercialiser la première génération sous le nom de "Partner Origin". Le Bipper le remplace.
La version du Bipper destinée aux particuliers s'appelle Bipper Tepee.
Une version au look baroudeur a été commercialisée, c'est l'option pack Outdoor (Bipper Tepee Outdoor). Celle-ci se distinguait par une suspension rehaussée de 15 mm, des protections de bas de caisse agrandies et des baguettes spécifiques, des pneus de taille 185/65 R15, une plaque de protection sous le moteur, un enjoliveur de bas de bouclier avant, des bavettes avant et arrière et enfin un revêtement de sol lavable.
Une version tout-chemins est proposée par le prestataire agréé Dangel. Appelée Peugeot Bipper Trek Dangel, elle ne propose pas 4 roues motrices, mais avance tout de même plusieurs spécificités : garde au sol réhaussée à 20 cm, écran de protection sous moteur et enfin différentiel à glissement limité en option.

## Citroën Nemo

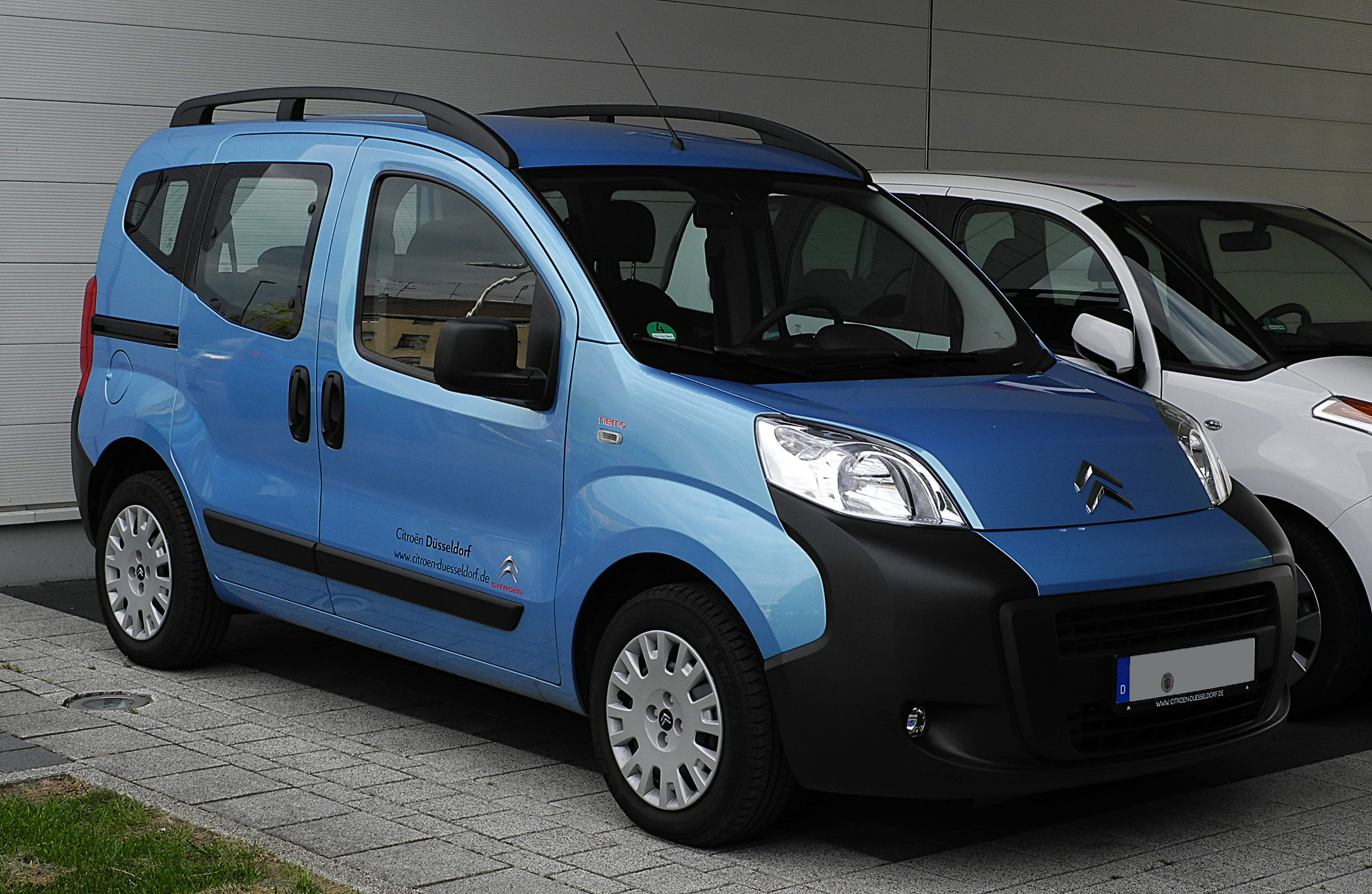
Citroën Nemo Multispace

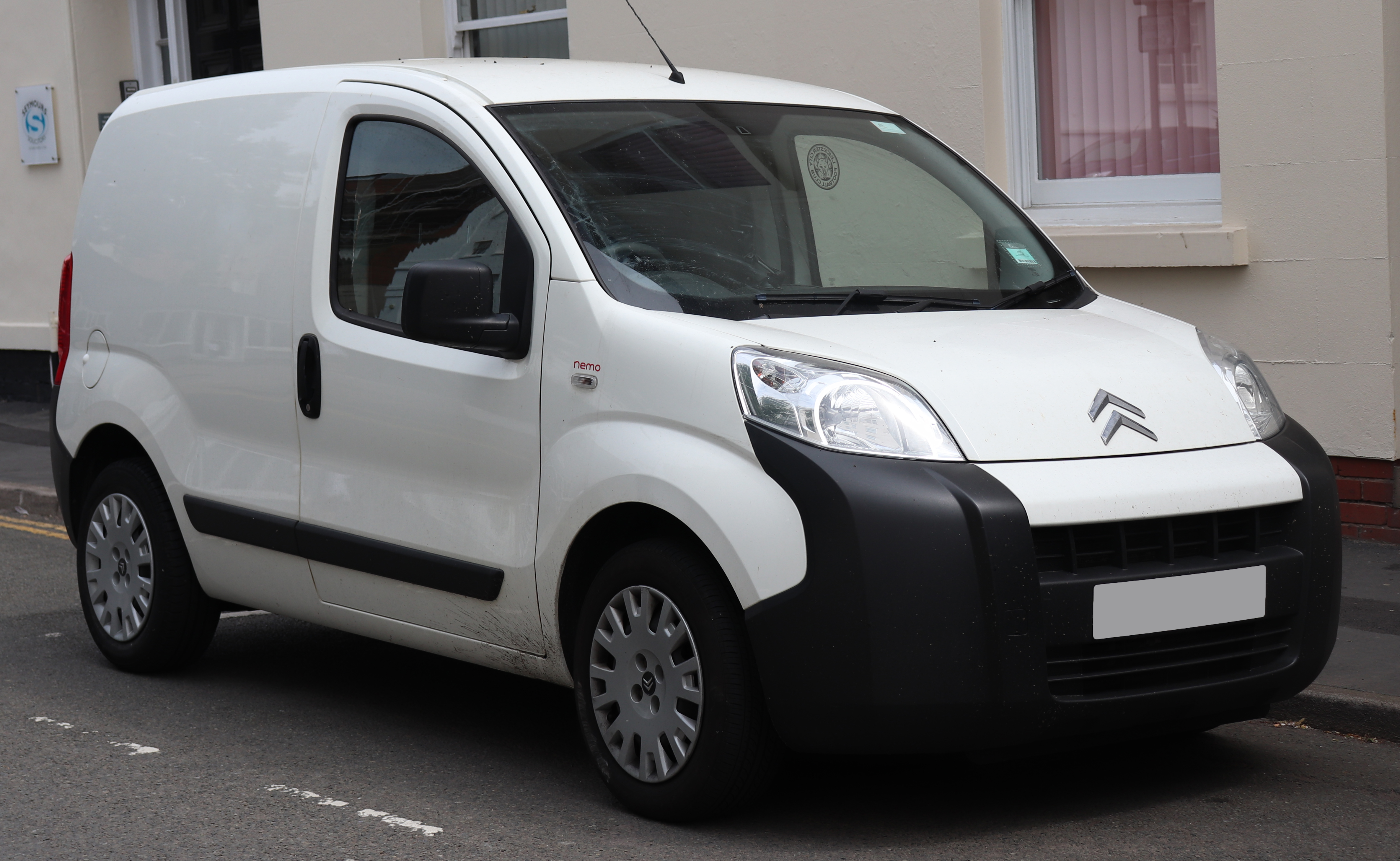
Citroën Nemo

Ce petit utilitaire remplace le C15 lancé en France en 1984 et élargit l'offre du constructeur vers le bas, au côté du Berlingo. Seul sur ce créneau (Renault l'a abandonné après l'arrêt de l'Express en 2000), cet utilitaire sera sans concurrence jusqu'à l'arrivée à la rentrée 2008 de la version raccourcie du Kangoo.
Comme le Qubo et le Bipper, le Nemo profite d'atouts tels que:
- sa compacité extérieure et sa maniabilité (diamètre de braquage entre trottoirs de 9,95 mètres),
- sa conception simple qui permet de proposer des prestations d'utilitaire,
- son siège passager qui offre des configurations multiples.

Ce modèle a été soumis aux tests de l'ADAC et s'est retourné sur la chaussée au premier virage, comme la Mercedes-Benz Classe A lors de son lancement raté. Pour réagir face au bad buzz, PSA a dû ajouter (en option), dès octobre 2010, l'ESP qu'il était préalablement impossible d'obtenir sur ses modèles, alors qu'il était fourni en série sur le "jumeau" le Fiat Fiorino III.

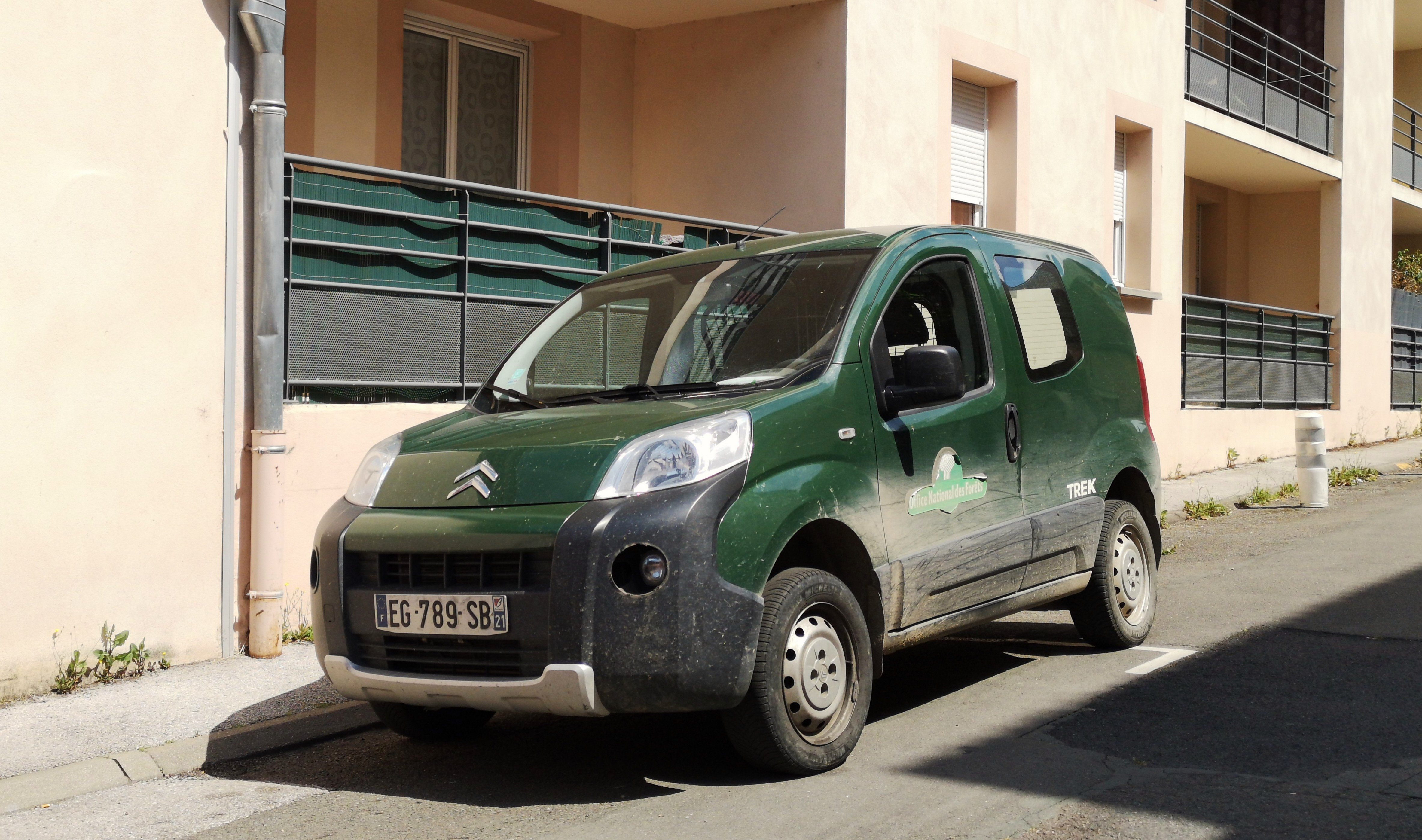
Citroën Nemo Trek Dangel

Il est disponible dans de la même version tout-chemins Dangel que le Bipper, la version Citroën étant nommée Nemo Trek Dangel,.

### Versions pour les particuliers (VP)
Le Nemo existe aussi en version particulière (VP). Elle s’appelle Nemo Combi et a en plus du Nemo utilitaire une banquette arrière qui permet de transporter 5 passagers et un volume de coffre de 356 litres à un maximum de 884 litres avec les sièges arrière rabattus. La banquette arrière 1/3 - 2/3 est facilement amovible par une poignée sous chaque élément, ce qui permet d’obtenir les configurations : 2, 3, 4, 5 places. Sans banquette arrière le volume total du coffre passe à 2.500 litres (2,5 m3).
En cours de carrière, le Nemo Combi change de nom et devient Nemo Multispace. Sa version au look typé SUV était appelée XTR (en écho à la C3 XTR).

### Finitions et moteur
À l'origine, le Nemo était proposé au choix avec deux moteurs et deux niveaux de finition :
- Tentation : entrée de gamme. Il propose à partir de 11 480 € un airbag côté conducteur (« airbag »), un antidémarrage électronique par transpondeur, un compte-tours, une direction à assistance hydraulique, des vitres teintées, des portes arrière battantes asymétriques 60/40 avec vitres, une porte latérale coulissante droite vitrée ;
  - Options : Peinture métallisée = 300 €, airbag côté passager = 150 €, essuie-vitre arrière + lunette arrière chauffante = 150 €, Pack confort = 230 €, pré-équipement radio (antenne + 4 HP) = 60 €, autoradio CD avec fonction MP3 + 4 HP = 450 €
  - Moteurs PSA disponibles avec cette finition : 1.4i essence de 73 ch boîte manuelle et 1.4 HDi 70 ch boîte manuelle.
- Multispace : c’est le haut de gamme du Némo. Il propose à partir de 12 630 € les équipements évoqués ci-dessus avec, en plus : un éclairage de coffre amovible, un airbag passager, des appuie-tête arrière extractibles, un cache bagages rigide, un cendrier amovible et allume-cigare, des essuie-glace arrière ; + lunettes arrière chauffantes, un pack confort, un pack plus et deux portes latérales coulissantes vitrées.
  - Options : Peinture métallisée = 300 €, coussins gonflables de sécurité latéraux = 240 €, antibrouillards = 150 €, Pack conduite = 540 €, air climatisé manuel = 970 €, pré-équipements radio (antenne + 4 HP) = 60 €, radio CD avec fonction MP3+4 HP = 450 €, système Bluetooth (avec radio CD MP3) = 690 €.
  - Moteurs PSA disponibles avec cette finition : 1.4i essence 73 ch boîte manuelle et 1.4 HDi 70 ch boîte manuelle.

En décembre 2010, pour se conformer aux Normes Européennes d'émission "Euro", PSA a dû supprimer son moteur essence et remplacer son moteur diesel par le moteur Fiat 1.3 MultiJet, 1 248 cm3, conforme aux normes Euro 5.

## Fiat Fiorino III / Qubo 2ème série

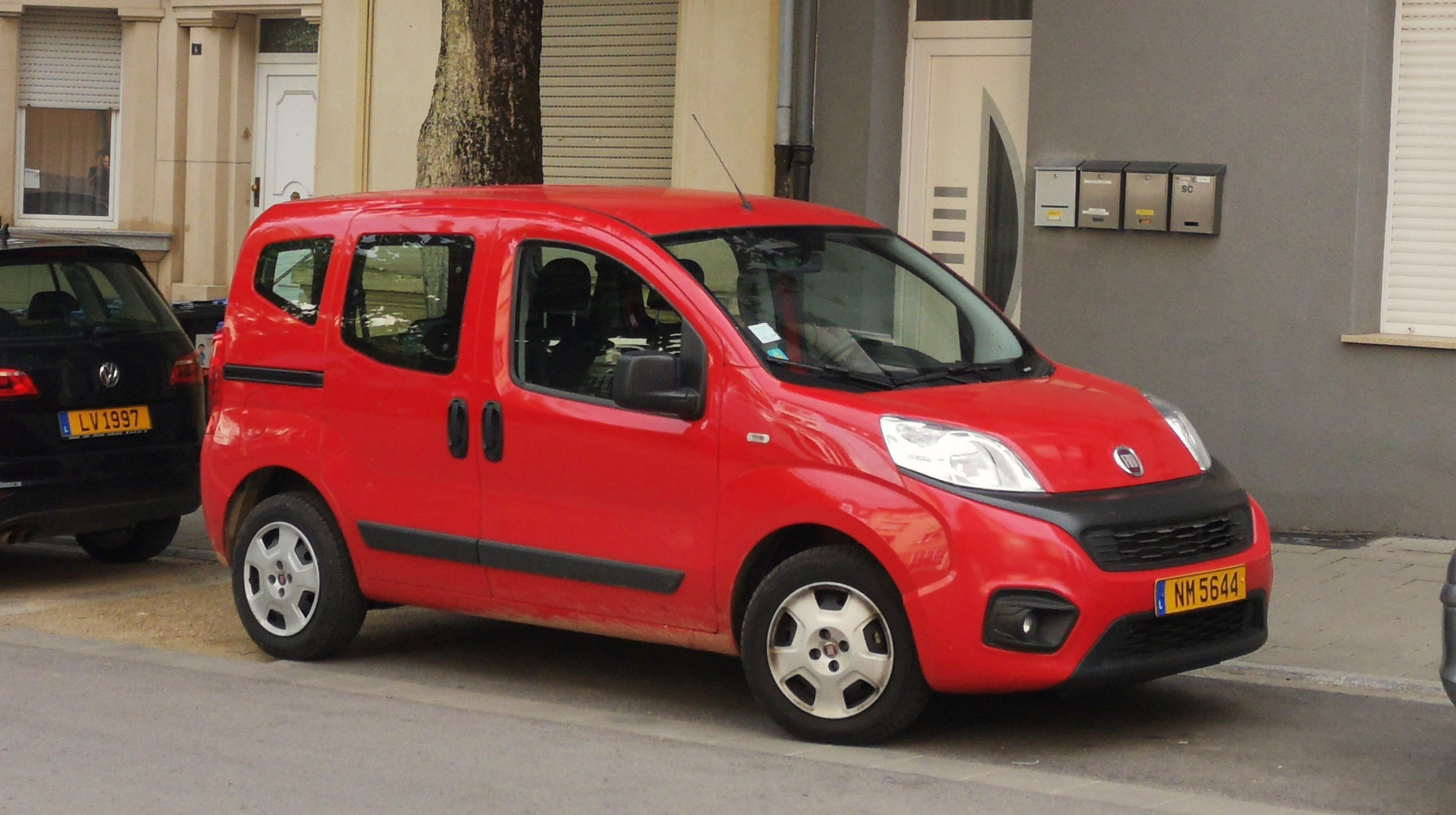
Fiat Qubo phase 2

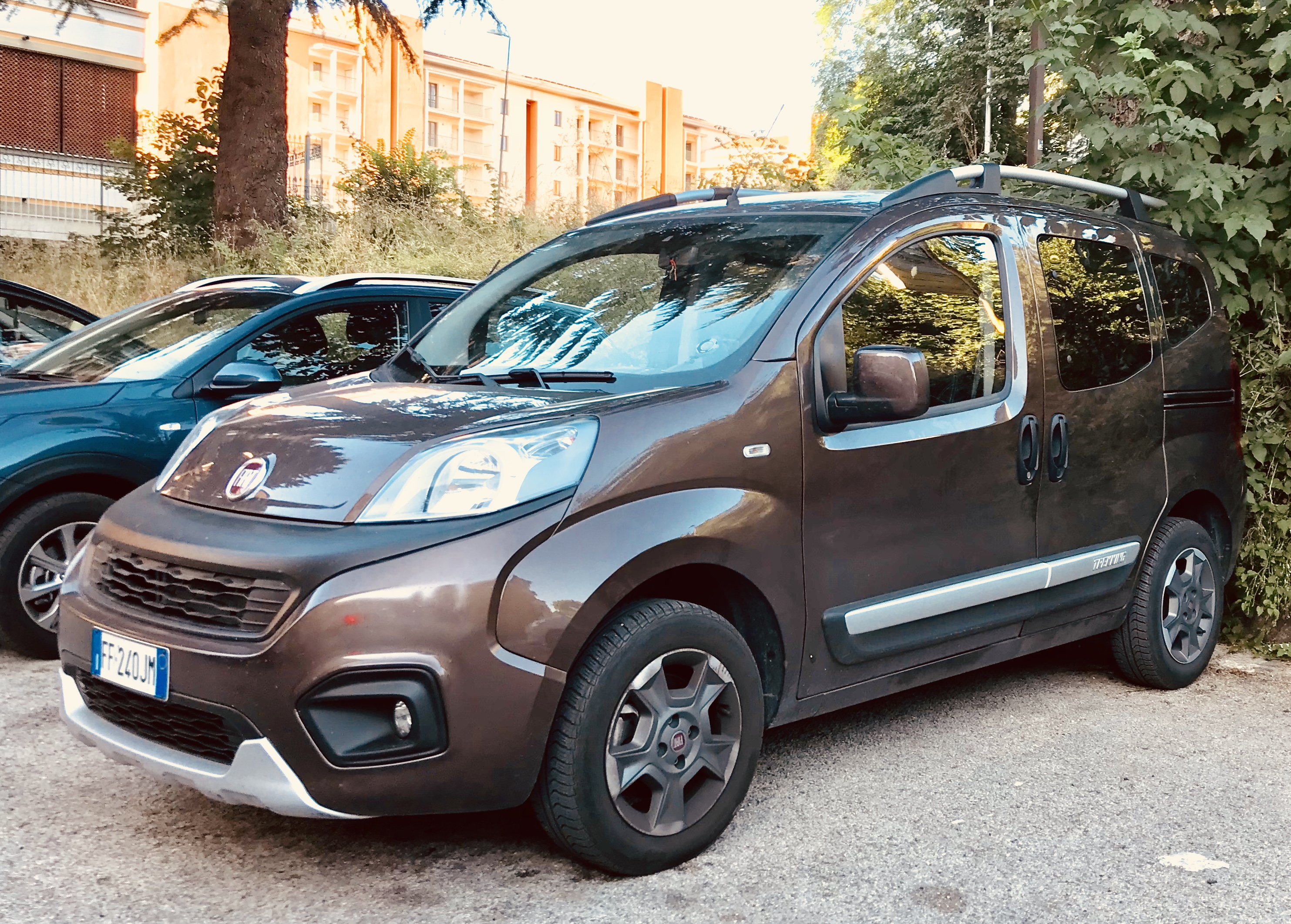
Fiat Qubo Trekking phase 2

Alors que Fiat Professional poursuit la fabrication des modèles Fiorino 3 et Qubo avec un renouvellement complet, PSA décide, en 2016, de ne pas reconduire son alliance sur ce segment avec Tofaş et Fiat. Les modèles PSA sont remplacés par des véhicules produits à partir de 2018 à Vigo en intégrant la nouvelle marque du groupe, Opel.
A noter, depuis 2018, FCA commercialise sous la marque RAM un clone du Fiorino au Chili. Ce modèle est appelé RAM V700 City et il est exporté depuis l'usine turque de Bursa.
En février 2022, le Fiat adopte le nouveau logo Fiat à l'avant (l'ancien logo est conservé ailleurs sur le véhicule).